# Chico Castilhos
Francisco Romeu de Castilhos, mais conhecido como Xico Castilhos (São Francisco de Paula, 21 de Setembro de 1942 — 15 de Outubro de 2003) foi um cantor fandangueiro e baixista brasileiro.  
É um dos fundadores do grupo Os Mirins, juntamente com o seu amigo Albino Manique.
Desde os 13 anos de idade, ele e Manique apresentavam-se em programas de rádio. Francisco tocava cavaquinho e cantava e Albino o acompanhava tocando pandeiro. Eram conhecidos nos programas como Dupla Mirim.
Tempos depois, a dupla forma o conjunto Os Mirins, que entrou para a história da música gaúcha. Os dois acabaram lançando um estilo de dupla diferente do comum, pois na época o modismo era uma dupla de dois gaiteiros. E eles formavam uma dupla em que Chico tocava violão e Albino Manique tocava cordeona, tornando-se assim diferentes dos outros grupos da época.
Chico foi um dos primeiros músicos a tocar contrabaixo em um baile gaúcho, um fato inovador para época, já que era muito usado dois violões, um para base e outro para ponteios e solos.
Conhecido pela sua voz inconfundível, consagrou-se por cantar as músicas Vaneirinha da Saudade, Vaneirinha do Adeus, Vaneirinha do Amor, Guri, Tempos de Guri e muitas outras.
Também é autor de diversas músicas do repertório do grupo, juntamente com Albino Manique.
Gravou um CD solo, com participações de amigos. E vários CDs com o grupo Os Mirins.
Em 15 de Outubro de 2003 morreu devido a um câncer no intestino.

## Discografia

### Simplesmente Xico
01 - Balanço do Bugio
02 - Lá de Fora
03 - Meu Pedido
04 - Se Bamo Prá Judiaria
05 - Serrano Pachola
06 - Estrada da Vida

07 - Prece

### Minha estrela
01 - Minha Estrela
02 - Ginete da Fronteira
03 - Canção do Natal Gaúcho
04 - Pai e Filho
05 - Que Homens São Esses
06 - Bonito e Namorador
07 - José de Bagé
08 - Carpeta da Vida
09 - Nossa História
10 - Vaneirinha da Saudade
11 - Oh de Casa / São Francisco é Terra Boa
12 - Retrato do Nosso Amor

13 - Noite

### Lamento de Um Gaúcho
LADO A
01 - Vaneirinha da Saudade 
02 - Lamento de um Gaúcho 
03 - Minha Prenda 
04 - Tua Ausência 
05 - Querência do Teu Corpo 
06 - Duas Mágoas
LADO B
01 - Tcha! Volta Meu Pago 
02 - Parceiro 
03 - Entardecer 
04 - Predicados 
05 - Lembranças 

06 - Dissonância em Dissonância